# Manon Lloyd
Manon Lloyd née le 5 novembre 1996 à Carmarthen, est une coureuse cycliste britannique. Spécialisée en poursuite sur piste, elle est championne d'Europe de la poursuite par équipes et de la course aux points en catégorie juniors en 2014, de la poursuite par équipes espoirs en 2016 et de l'américaine espoirs en 2017.

## Biographie
Depuis 2020, Manon Lloyd est animatrice sur la chaîne cycliste Global Cycling Network. En 2022, elle participe à des reportages sur le Tour de France Femmes. 

## Palmarès

### Championnats du monde
- Hong Kong 2017
  - 5e de la poursuite par équipes

### Coupe du monde
- 2016-2017
  - 1re de la poursuite par équipes à Glasgow
  - 1re de l'américaine à Glasgow (avec Katie Archibald)
- 2017-2018
  - 3e de la poursuite par équipes à Pruszków

### Championnats d'Europe
| Édition / Épreuve              | Poursuite individuelle | Poursuite par équipes                                     | Course aux points | Course à l'américaine |
| Anadia 2014 (juniors)          |                        | Or                                                        | Or                |                       |
| Montichiari 2016 (espoirs)     |                        | Or                                                        |                   |                       |
| Saint-Quentin-en-Yvelines 2016 |                        | Bronze                                                    |                   |                       |
| Anadia 2017 (espoirs)          |                        |                                                           | Bronze            | Or                    |
| Berlin 2017                    | 15e                    | Argent (avec Katie Archibald, Elinor Barker et Emily Kay) |                   |                       |

### Championnats nationaux
- Championne de Grande-Bretagne de poursuite par équipes en 2017 (avec Eleanor Dickinson, Emily Nelson et Annasley Park)